# Mondkopf
Mondkopf, eigentlich Paul Régimbeau (* 1986 in Toulouse, Frankreich) ist ein französischer Elektromusiker und Musikproduzent. 

## Leben
Régimbeau wuchs in Toulouse auf und zog 2008 nach Paris.
Auf seinen Namen kam Régimbeau, als ihm der Begriff im Deutschen begegnete, nachdem ihm in der Schule seine Unkonzentriertheit immer mit der Metapher, er habe seinen Kopf auf dem Mond, vorgeworfen wurde. ("On me disait que j’avais toujours la tête dans la lune et que je n’étais pas concentré. Finalement j’ai trouvé ce nom en allemand, je trouvais que ça sonnait bien et je l’ai gardé.") In der Jugend beschäftigte er sich mit Hip-Hop-Beats und Remixes von beispielsweise Johnny Cash und Grand National.
Mit seinen Remixen machte er die europäische Fachpresse wie auch verschiedene DJs auf sich aufmerksam, wie Agoria, Busy P, Boys Noize, Patrice Baumel, Radio Slave oder auch James Zabiela der Bones Club in seinem Essential Mix auf BBC Radio 1 platzierte und Libera me 2010 auf seiner Compilation The Masters Series aufnahm.

## Diskografie

### Alben
2008
- Un été sur l'herbe (Annexia records, Toulouse, Frankreich)

2010
- Galaxy of Nowhere (Asphalt Duchess)[4]

2011
- Rising Doom

### Maxis
2008
- (Declaration of) Principles (Fool House)
- Nuits sauvages (Vitalic, Citizen, Dijon, Frankreich)

2010
- Libera me (Asphalt Duchess, Frankreich)
- Deaf House (Asphalt Duchess, Frankreich)

### Kompilationen
2010
- James Zabiela - The Masters Series Part 15 - Life (Renaissance, Nottingham, Großbritannien)

## Remixes
- Johnny Cash God’s Gonna Cut You Down (Plus De Sommeil Remix By Mondkopf)
- Grand National By The Time (Mondkopf Remix)
- The Teenagers Love No (Mondkopf remix)
- Jamie Lidell Little Bit Of Feel Good (Mondkopf Remix)
- Adam Kesher Local Girl (Mondkopf Remix)
- Digiki Beat Vacation (Mondkopf remix)
- SH** BROWNE DMD (Mondkopf Remix)
- numéro# Lâche Ton Style (Mondkopf Remix)
- Golden Filter Solid Gold (Mondkopf remix)
- dDamage Icedawg (Mondkopf Remix)
- Nil Ma Disconica (Mondkopf Remix)
- Dance Area AA 24/7 (Mondkopf Remix)
- Pony Pony Run Run Hey You (Mondkopf Remix)
- Villeneuve Patterns (Mondkopf Remix)
- The Pets Roof Tops (Mondkopf Remix)
- Wolf Gang Pieces of You (Mondkopf Remix)
- Baby Monster Ultra Violence & Beethoven (Mondkopf remix)
- Aufgang Barok (Mondkopf remix)
- Caribou Sun (Mondkopf Remix)
- Demon For Fuck’s Safe (Mondkopf remix)
- Velo Trading Alibi (Mondkopf Remix)[4]